# Euchilia plicipennis
Euchilia plicipennis är en skalbaggsart som beskrevs av Leon Fairmaire 1899. Euchilia plicipennis ingår i släktet Euchilia och familjen Cetoniidae. Inga underarter finns listade i Catalogue of Life.